# Groß Niendorf
Groß Niendorf est une commune allemande du Schleswig-Holstein, située dans l'arrondissement de Segeberg (Kreis Segeberg), à onze kilomètres au sud-ouest de la ville de Bad Segeberg. Groß Niendorf fait partie de l'Amt Leezen qui regroupe douze communes autour de Leezen.

## Personnalités liées à la commune
- Christian Rohlfs (1849-1938), peintre expressionniste.